# Beautiful (Kuraki Mai)
"Beautiful" là đĩa đơn thứ 32 của nữ ca sĩ Nhật Bản Kuraki Mai, được phát hành vào ngày 10 tháng 6 năm 2009, đĩa đơn bao gồm CD+DVD. Tiêu đề bài hát - "Beautiful" được sử dụng quảng cáo trong Kose Cosmeport's Salon Style vào tháng 6.

## Cộng tác
- Kose Cosmeport Salon Style CM song (#1)

## Danh sách bài hát
Tất cả lời bài hát được viết bởi Kuraki Mai.
| CD  | CD                         | CD         |
| STT | Nhan đề                    | Thời lượng |
| --- | -------------------------- | ---------- |
| 1.  | "Beautiful"                |            |
| 2.  | "Wana"                     |            |
| 3.  | "Beautiful (Instrumental)" |            |

| Limited Edition DVD | Limited Edition DVD      | Limited Edition DVD |
| STT                 | Nhan đề                  | Thời lượng          |
| ------------------- | ------------------------ | ------------------- |
| 1.                  | "Beautiful (Music Clip)" |                     |

## Charts

#### OriconSales Chart
| Phát hành        | Xếp hạng                     | Vị trí cao nhất | Ngày/tuần bán đầu tiên | Tổng doanh thu | Thời gian |
| ---------------- | ---------------------------- | --------------- | ---------------------- | -------------- | --------- |
| 10 tháng 6, 2009 | Oricon Daily Singles Chart   | 1               | 7.512                  |                |           |
| 10 tháng 6, 2009 | Oricon Weekly Singles Chart  | 2               | 29.446                 | 36.434         | 6 tuần    |
| 10 tháng 6, 2009 | Oricon Monthly Singles Chart | 17              |                        |                |           |
| 10 tháng 6, 2009 | Oricon Yearly Singles Chart  |                 |                        |                |           |

#### Billboard charts Sales Chart
| Phát hành           | Xếp hạng                          | Vị trí cao nhất |
| ------------------- | --------------------------------- | --------------- |
| 10 tháng 6 năm 2009 | Billboard Japan Hot 100           |                 |
| 10 tháng 6 năm 2009 | Billboard Japan Hot 100 Airplay   |                 |
| 10 tháng 6 năm 2009 | Billboard Japan Hot Singles Sales |                 |